# Example.com
example.com, example.net, example.org, example.edu는 도메인 이름을 사용할 때의 문서화 목적 및 예제를 위해 예비된 2단계 도메인 네임이다.
최상위 도메인 com, net, org를 위한 2차 도메인 레이블 example은 1999년 국제 인터넷 표준화 기구(IETF)에 의해 RFC 2606, 섹션 3으로 예비되었으며, edu 도메인의 경우 ICANN에 의해 2000년부터 예비되었다.
예비를 구현함으로써, IANA는 이용 가능한 도메인들이 기술적 소프트웨어 문서화, 매뉴얼, 샘플 소프트웨어 구성에 사용할 수 있게 한다. 그러므로 문서 작성자는 최종 사용자가 샘플 구성 등을 사용하려고 할 때 네이밍 충돌 없이 도메인 이름을 선택할 수 있게 할 수 있다.
username@example.com과 같은 주소를 사용하여 웹사이트의 등록 프로세스를 시연할 때, 메일을 받게 되면 사용자에게 실제 전자 우편 주소를 입력하라는 지시를 하게 된다. Example.com은 포괄적이면서 벤더 중립적인 방식으로 사용된다.
이 도메인 이름들은 ICANN이 관리하고 DNSSEC를 사용하여 디지털 서명된 웹 서버의 IPv4, IPv6에 대한 인터넷 프로토콜(IP) 주소를 처리한다.

## 같이 보기
- .example - 문서화 목적으로 예비된 최상위 도메인 이름
- .local - 의사 TLD